# Adrees Latif
Pour les articles homonymes, voir Latif (homonymie).
Adrees Latif est un photographe pakistanais, né le 21 juillet 1973 à Lahore.
Il a obtenu un Prix Pulitzer de la photographie d’actualité en 2008 et en 2019.

## Biographie
Adrees Latif a vécu en Arabie saoudite avant de suivre sa famille au Texas, en 1980, où il a travaillé pour The Houston (de 1993 à 1996) avant de rejoindre l’agence Reuters. En 2003, il part couvrir l’actualité en Asie.
Le 9 avril 2008, il a reçu le prix Pulitzer de la photographie d’actualité pour sa photo montrant Kenji Nagai, journaliste japonais blessé et étendu sur le sol, durant la répression des émeutes en Birmanie, en septembre 2007. Ce dernier est mort durant les évènements. 
En 2011, il reçoit le Infinity Award du photojournalisme.
En 2019, il partage avec dix de ses confrères de l’agence de presse Reuters le prix Pulitzer de la photographie d’actualité décerné l’ensemble de l’équipe photo de Reuters pour « un récit visuel saisissant et effrayant de l’urgence, du désespoir, et de la tristesse de migrants alors qu’ils voyagent de l’Amérique du Sud et de l’Amérique centrale aux États-Unis ». Baptisé « On the Migrant Trail to America » (Sur le chemin des migrants vers l’Amérique), ce reportage a été réalisé par onze photographes de l’agence (Mike Blake, Lucy Nicholson, Loren Elliott, Edgard Garrido, Adrees Latif, Goran Tomasevic, Kim Kyung Hoon, Alkis Konstantinidis, Carlos Garcia Rawlins, Carlos Barria et Ueslei Marcelino).

## Prix et distinctions
- 2008 : Prix Pulitzer de la photographie d’actualité pour sa photo montrant Kenji Nagai, journaliste japonais blessé et étendu sur le sol, durant la répression des émeutes en Birmanie, en septembre 2007[1].
- 2011 : Infinity Award du photojournalisme[3]
- 2019 : prix Pulitzer de la photographie d’actualité pour « On the Migrant Trail to America » (Sur le chemin des migrants vers l’Amérique) réalisé par l’équipe de Reuters[2].